# Trombone
Een trombone is een blaasinstrument dat tot het scherpe koper wordt gerekend. De naam stamt van het Italiaanse tromba met het suffix one en betekent "grote trompet". In de volksmond wordt dit instrument ook schuiftrompet genoemd, wat eigenlijk de naam van een ander koperinstrument is.
De trombone is familie van de trompet en in de meest voorkomende vorm (de tenortrombone) is zij tweemaal zo lang als de B♭-trompet. Een trombone bestaat uit drie onderdelen:
- een ketelvormig of V-vormig mondstuk,
- de coulisse, een lange, U-vormig gebogen uitschuifbare buis met cilindrische boring,
- de bekersectie, die conisch uitloopt.

Door het uitschuiven kan de bespeler de effectieve buislengte verkorten of verlengen, waarmee ook de toonhoogte verandert.

## Toonvorming
Het geluid ontstaat ter plaatse van het mondstuk. Hier wordt de lucht door liptrillingen in beweging gebracht en ontstaat een staande golf in de buis. Omdat in een gegeven buislengte meerdere gehele staande golven passen, is het mogelijk bij gelijkblijvende buislengte meerdere tonen te produceren (overblazen), de boventonen: één golf met lengte X (de grondtoon), twee golven met lengte ½X (eerste boventoon), drie golven met lengte  ⅓X (tweede boventoon) enzovoorts.
In de verst uitgeschoven positie is de buislengte bijna anderhalf keer zo lang als in de meest ingeschoven stand. De geproduceerde grondtoon is daarmee een verminderde kwint lager. Eenmaal overblazen – door verhogen van de lipspanning, embouchure genoemd – veroorzaakt een toon die een octaaf hoger is en dus de halve golflengte heeft. Nogmaals overblazen geeft een derde van de golflengte en een duodecime (octaaf plus kwint) hoger.
Vanuit de verst uitgeschoven stand is de toon een verminderde kwint verlaagd. Met overblazen kan een octaaf van deze toon verkregen worden; er ontbreekt echter de reine kwart in het onderste octaaf. Met een zogenaamd kwartventiel kan dat 'gat' worden gedicht. Een kwartventiel schakelt een extra verlenging in waardoor de effectieve buislengte uiteindelijk bijna verdubbeld kan worden (de schuif meegerekend) en het interval een grote septiem omvat.
Door de schuif in te trekken ontstaat een staande golf met een kortere golflengte en wordt de toon hoger. Van alle mogelijke schuifposities worden er doorgaans zeven gebruikt, die overeenkomen met zeven opeenvolgende halve tonen. Alle tussenliggende posities worden vooral gebruikt bij glissandi.

## Typen
Er bestaat muziek voor trombone die in zowel B♭ als in C geschreven is. De B♭-partijen zijn getransponeerd, de C-partijen niet. De B♭-partij is vrijwel altijd in vioolsleutel, maar een octaaf hoger genoteerd. C-partijen komen voor in Bas-, Tenor-, Alt- en Vioolsleutel.
De familie van trombones bestaat uit de volgende varianten:
- Piccolo of Sopranissimotrombone in B♭
- Sopraninotrombone in E♭
- Sopraantrombone in B♭
- Quadrotrombone (dubbele schuif, tenortrombone)
- Alttrombone in E♭ of F
- Tenortrombone in B♭ (zonder ventiel) of B♭/F (met ventiel)
- Ventieltrombone (drie ventielen zoals o.a. trompet)
- Bastrombone in B♭/F (met één ventiel) of B♭/F/D(D♭) (met twee ventielen)
- Contrabastrombone in F en B♭ (F versie meestal met twee ventielen, B♭ versie met één ventiel maar dubbele schuif)
- Cimbasso (bas/contrabastrombone met 4 ventielen, met een knik zodat hij op de grond kan steunen. Voornamelijk voor opera-repertoire.

Veruit het meest gangbaar zijn de tenor- en bastrombone, en in veel mindere mate de alttrombone. De tenor- en bastrombone hebben als grondtoon B♭. Ze worden nochtans niet als transponerend instrument beschouwd, dat wil zeggen dat voor een trombone de grondtoon niet C wordt genoemd en geschreven, zoals gebruikelijk bij veel andere blaasinstrumenten, maar de daadwerkelijk klinkende toon. In vergelijking met bijvoorbeeld ventielinstrumenten en houtblaasinstrumenten maakt dit het overschakelen op andere trombones (alt bijvoorbeeld) lastiger doordat men zich voor de verschillende stemmingen telkens een andere positietabel moet eigen maken. Ter vergelijking: Op een B♭- E♭- of Basklarinet is het met grofweg één grepentabel mogelijk alles te spelen.
Ventieltrombones worden weinig gebruikt, voornamelijk door het ontbreken van de mogelijkheid om een glissando te maken en andere eigenschappen die voortkomen uit het gebruik van een schuif. In de jazzmuziek is de ventieltrombone vaker toegepast, waarbij Bob Brookmeyer de bekendste speler is die uitsluitend op ventieltrombone speelt. Bij marcherende bands werd deze vaak toegepast omdat tijdens het spelen de lengte niet verandert, wat belangrijk kon zijn bij het uitvoeren van exercities.

## Geschiedenis van het instrument
Historisch gezien bestaan er in een aantal landen tradities aangaande de bouw en het gebruik van de trombone. In Duitsland, Oostenrijk en een aantal Oost-Europese landen heeft een symfonieorkest traditioneel drie verschillende trombones: een alttrombone (in E♭ of F), een tenortrombone (in B♭) en een bastrombone (in F of E♭). Franse orkesten daarentegen gebruiken van oudsher drie tenortrombones. Deze tradities komen ook tot uiting in de bouw van de trombone. Er is een duidelijk onderscheid in bouw en klank tussen de Duitse en Franse trombone.
Het gebruik van de sopraantrombone is eigenlijk van meer recente datum, als aanvulling op het zogenoemde Posaunenchor. De sopranino en de piccolo zijn de exoten in de familie en worden sporadisch toegepast. Dit als poging om de familie van trombones aan te vullen tot een volledig 'koor' zoals dit al bestond bij bijvoorbeeld de blokfluit en klarinet. De alttrombone wordt bijna uitsluitend gebruikt in Duitse symfonische en kerkelijke muziek uit deze traditie. Voorbeelden hiervan zijn de Rheinische symfonie van Schumann en het Requiem van Mozart. Na 1900 is er voor dit instrument zeer weinig geschreven en werd de tenortrombone veruit de overheersende variant. Vanwege zijn formaat is dit lid van de trombonefamilie het best te hanteren. Een arm van een volwassen persoon van normaal postuur heeft precies de benodigde lengte voor de schuif van deze trombone. De bastrombone bestond van oorsprong alleen in een model in de stemming F (soms E♭). Het instrument is hierdoor de helft langer dan de tenortrombone. Daardoor is de schuif te lang om volledig met de menselijke arm te worden benut. Een verlengstuk (pookje) werd daarom aangebracht. Dit bracht met zich mee, dat het instrument bepaald niet handig is te noemen. Na de uitvinding van het ventiel is dit instrument langzaam vervangen door een ruimer gebouwde variant van de tenortrombone, voorzien van één of twee ventielen. Hierdoor ontstond een zeer flexibele bastrombone met de voordelen van de tenortrombone aangaande hanteerbaarheid en de donkere klank van de oude bastrombone. Hetzelfde is gebeurd met de contrabastrombone. Van oorsprong is dit instrument dubbel zo lang als de tenortrombone. Door toepassing van de eerder genoemde ventielen wordt dit instrument heden ten dage bijna uitsluitend nog gebouwd als contrabastrombone in F met toevoeging van twee ventielen. Omdat de schuif dan nog steeds te lang is voor de arm van de trombonist wordt er gebruikgemaakt van een ingekorte schuif. Binnen de lichte muziek wordt alleen gebruikgemaakt van tenor- en bastrombone. In de moderne symfonische orkesten wordt voornamelijk gebruikgemaakt van een drievoudige bezetting bestaande uit twee tenortrombones en één bastrombone. Sporadisch wordt er dan een alt- of contrabastrombone gebruikt.
In de trombonebouw worden drie scholen onderscheiden, de Duitse, de Franse en de Amerikaanse.
- De Duitse bouwstijl is een historisch gevolg van de trombone zoals die begon in de 15e eeuw en is te herkennen aan de bekerkrans (Schmetterkranz). Deze wordt nog gebruikt in de grote Duitse en Oostenrijkse orkesten. Ook in Nederlandse en Amerikaanse orkesten wordt dit soort instrumenten gebruikt, zij het meestal alleen voor muziek die bij deze instrumenten hoort, zoals de symfonieën van Anton Bruckner, Gustav Mahler en Robert Schumann. In genoemde Duitse orkesten worden deze instrumenten voor alle muzieksoorten gebruikt. Hieruit blijkt dan ook dat een aantal orkesten hun klank wil en durft aanpassen aan de muziek en een aantal orkesten juist vasthoudt aan hun traditionele eigen geluid. De musici gebruiken vaak nog trombones die rond 1900 gebouwd zijn.
- In alle andere landen van de wereld wordt bijna uitsluitend gebruikgemaakt van trombones van Amerikaanse bouw. Deze bouwstijl is uit de Franse stijl voortgekomen en is beïnvloed door de jazz. De Amerikaanse en Franse trombones hebben geen bekerkrans, mede omdat de bekers uit twee delen bestaan die onderling gelast worden alvorens te worden uitgesmeerd over de matrijs.
- Franse trombones hebben een helderdere klankstijl dan Amerikaanse, en een aantal orkesten probeert aan die stijl vast te houden.

## Bekende trombonisten in het klassieke genre
- Ben van Dijk (Nederland)
- Christian Lindberg (Zweden)
- Hakan Björkman (Zweden)
- Dick Bolt (Nederland)
- Jörgen van Rijen (Nederland)
- Brandt Attema (Nederland)
- Michel Becquet (Frankrijk)
- Alain Trudel (Canada)
- Ian Bousfield (Verenigd Koninkrijk)
- Joseph Alessi (Verenigde Staten)